# Sertularia bidentata
Sertularia bidentata är en nässeldjursart som först beskrevs av George James Allman 1876.  Sertularia bidentata ingår i släktet Sertularia och familjen Sertulariidae. Inga underarter finns listade i Catalogue of Life.